# Elsa Johanna Mohr
Elsa Johanna Mohr (* 1990 in Düsseldorf) ist eine deutsche Sängerin und Songwriterin, die sich auf Weltmusik und besonders auf brasilianische Musik spezialisiert.

## Leben und Wirken
Mohr wuchs in einer Familie auf, in der viel gesungen wird; dann sang sie im Chor. Als Jugendliche schrieb sie eigene Songs auf Deutsch und Englisch und sang in eigenen Bands. Mit 16 Jahren verbrachte sie ein Austauschjahr in Foz do Iguaçu in Brasilien. Nach dem Abitur machte sie ein Praktikum beim Goethe-Institut in Salvador (Bahia). Ihr Bachelor-Studium in München und Montpellier mit dem Schwerpunkt portugiesische und brasilianische Literaturwissenschaft beendete sie mit einer Arbeit über den brasilianischen Komponisten Dorival Caymmi und die Rolle der Frau in seinen Liedern. Anschließend studierte sie am Institut für Musik der Hochschule Osnabrück Jazzgesang bei Simin Tander, Anne Hartkamp, Tobias Christl und Efrat Alony. Außerdem absolvierte sie Workshops bei u. a. Becca Stevens und Dan Weiss.
Mohr gehörte mit José Diaz de León und weiteren Musikern zum kollaborativen Weltmusik-Quartett Antigua, für das sie auch komponiert und Texte schreibt; dessen Debütalbum Astronauta beeindruckte die Kritik durch seine Vielseitigkeit. Auf dem Folgealbum Trovador (2024) wurde „sehr geschickt und frisch klingend europäische[r] Gypsy Jazz mit lateinamerikanischer Musik“ kombiniert.
Mit Ula Martyn-Ellis und Lena-Larissa Senge bildete Mohr das Trio Luah, das die Alben Sunlit, Mo Vi Mento und Equilibrio (2025) veröffentlichte. Mit dem Trio Luah gewann Mohr 2019 das Publikumsvoting beim JazzTube-Festival und trat im Pantheon-Theater Bonn auf. Das Luah-Album Mo Vi Mento erhielt den Deutschen Jazzpreis 2023.
Im Duo mit dem brasilianischen Gitarristen Flávio Nunes entstand Mohrs Album Passadinha (Double Moon 2023). Als Background-Sängerin arbeitete sie mit Ed Motta. Weiterhin lehrt sie Gesang und bezieht auch Körperarbeit ein.